# 苏斯特鲁姆
苏斯特鲁姆是德国下萨克森州的一个市镇。总面积35.59平方公里，总人口1322人，其中男性687人，女性635人（2011年12月31日），人口密度37人/平方公里。